# Гюль-Бахарлы
Гюль-Бахарлы́ (азерб. Gül Baharlı, до 29 мая 2015 года — Бахарлы) — село в Агдамском районе Азербайджана.

## История
Первые упоминания села датированы началом XIX века. Название происходит от рода Бахарлылар.
Село Багарлу-2-е в 1913 году согласно административно-территориальному делению Елизаветпольской губернии относилось к Зангишаланскому сельскому обществу Шушинского уезда.
В 1926 году согласно административно-территориальному делению Азербайджанской ССР село относилось к дайре Хиндристан Агдамского уезда.
После реформы административного деления и упразднения уездов в 1929 году был образован Учогланский сельсовет в Агдамском районе Азербайджанской ССР.
Согласно административному делению 1961 и 1977 года село Бахарлы входило в Учогланский сельсовет Агдамского района Азербайджанской ССР.
В 1999 году в Азербайджане была проведена административная реформа и был учрежден Учогланский муниципалитет Агдамского района, куда и вошло село.
Указом Президента Азербайджанской Республики от 29 мая 2015 года, село Бахарлы переименовано в Гюль-Бахарлы.

## География
Неподалёку от села протекает река Хачынчай.
Село находится в 29 км от райцентра Агдам, в 10 км от временного райцентра Кузанлы и в 331 км от Баку.
Высота села над уровнем моря — 252 м.

## Население
| Численность населения | Численность населения | Численность населения | Численность населения |
| 1848                  | 1886                  | 1979                  | 2009                  |
| --------------------- | --------------------- | --------------------- | --------------------- |
| 61                    | ↗147                  | ↗210                  | ↗306                  |

Население преимущественно занимается животноводством.

## Климат
В селе холодный семиаридный климат.

## Инфраструктура
В селе расположена средняя школа, построенная в 1930-х годах.